# Новая Зеландия на зимних Олимпийских играх 2002
Новая Зеландия принимала участие в Зимних Олимпийских играх 2002 года в Солт-Лейк-Сити (США) в двенадцатый раз за свою историю, но не завоевала ни одной медали. Страну представляли 7 мужчины и 3 женщины, принимавшие участие в соревнованиях по бобслею, горнолыжному спорту, санному спорту, скелетону и шорт-треку.

## Бобслей
Спортсменов - 4
| Спортсмены                                            | Вид      | 1 заезд   | 1 заезд | 2 заезд       | 2 заезд       | 3 заезд       | 3 заезд       | 4 заезд       | 4 заезд       | Всего   | Место |
| Спортсмены                                            | Вид      | Результат | Место   | Результат     | Место         | Результат     | Место         | Результат     | Место         | Всего   | Место |
| ----------------------------------------------------- | -------- | --------- | ------- | ------------- | ------------- | ------------- | ------------- | ------------- | ------------- | ------- | ----- |
| Алан Хэндерсон Марк Эдмонд                            | Двойки   | 48,46     | 24      | 48,36         | 21            | 48,72         | 26            | 49,36         | 32            | 3.14,90 | 27    |
| Алан Хендерсон Стивен Петерсон Эндрю Росс Марк Эдмонд | Четвёрки | 50,67     | 32      | Не стартовали | Не стартовали | Не стартовали | Не стартовали | Не стартовали | Не стартовали | -       | -     |

## Горнолыжный спорт
Спортсменов — 3
Мужчины
| Спортсмен  | Вид               | 1 спуск        | 2 спуск   | Всего   | Место |
| ---------- | ----------------- | -------------- | --------- | ------- | ----- |
| Джесси Тит | Слалом            | Не финишировал | Не прошёл | -       | -     |
| Джесси Тит | Гигантский слалом | 1.20,31        | 1.17,76   | 2.38,07 | 50    |
| Тод Хэйвуд | Слалом            | Не финишировал | Не прошёл | -       | -     |
| Тод Хэйвуд | Гигантский слалом | 1.19,99        | 1.18,11   | 2.38,10 | 51    |

Женщины
| Спортсмен      | Вид    | 1 спуск | 2 спуск | Всего   | Место |
| -------------- | ------ | ------- | ------- | ------- | ----- |
| Клаудия Риглер | Слалом | 55,17   | 56,02   | 1.51,19 | 11    |

## Санный спорт
Спортсменов - 1
Женщины
| Спортсмен | Вид      | 1 заезд   | 1 заезд | 2 заезд   | 2 заезд | 3 заезд   | 3 заезд | 4 заезд   | 4 заезд | Всего    | Место |
| Спортсмен | Вид      | Результат | Место   | Результат | Место   | Результат | Место   | Результат | Место   | Всего    | Место |
| --------- | -------- | --------- | ------- | --------- | ------- | --------- | ------- | --------- | ------- | -------- | ----- |
| Энджи Пол | Одиночка | 44,407    | 23      | 44,256    | 25      | 43,943    | 18      | 43,869    | 19      | 2.56,475 | 23    |

## Скелетон
Спортсменов - 1
Женщины
| Спортсмен | 1 заезд   | 1 заезд | 2 заезд   | 2 заезд | Всего   | Место |
| Спортсмен | Результат | Место   | Результат | Место   | Всего   | Место |
| --------- | --------- | ------- | --------- | ------- | ------- | ----- |
| Лиз Коуч  | 53,62     | 10      | 54,18     | 11      | 1.47,80 | 11    |

## Шорт-трек
Спортсменов — 1
Мужчины
| Спортсмен    | Вид    | Отборочный раунд | Отборочный раунд | Четвертьфинал | Четвертьфинал | Полуфинал | Полуфинал | Финал     | Финал     | Финал     | Место |
| Спортсмен    | Вид    | Результат        | Место            | Результат     | Место         | Результат | Место     | Название  | Результат | Место     | Место |
| ------------ | ------ | ---------------- | ---------------- | ------------- | ------------- | --------- | --------- | --------- | --------- | --------- | ----- |
| Марк Джексон | 500 м  | 44,064           | 4                | Не прошёл     | Не прошёл     | Не прошёл | Не прошёл | Не прошёл | Не прошёл | Не прошёл | 26    |
| Марк Джексон | 1000 м | 1.32,276         | 3                | Не прошёл     | Не прошёл     | Не прошёл | Не прошёл | Не прошёл | Не прошёл | Не прошёл | 22    |
| Марк Джексон | 1500 м | 2.22,906         | 4                | Не прошёл     | Не прошёл     | Не прошёл | Не прошёл | Не прошёл | Не прошёл | Не прошёл | 20    |